# Jacquiniella gigantea
Jacquiniella gigantea är en orkidéart som beskrevs av Dressler, Salazar och García-cruz. Jacquiniella gigantea ingår i släktet Jacquiniella och familjen orkidéer. Inga underarter finns listade i Catalogue of Life.